# Новогодняя шестёрка
«Новогодняя шестёрка» или «Новогодняя чемпионская шестёрка» — шесть главных матчей по американскому футболу («боулов»), проводимых Национальной ассоциацией студенческого спорта (NCAA) в своих поддивизионах: «Роуз боул» (Калифорния), «Шугар боул» (Луизиана), «Орандж боул» (Флорида), «Коттон боул» (Техас), «Пич боул» (Джорджия) и «Фиеста боул» (Аризона). Игры проходят на Новый год и близкие к нему дни, откуда получили своё название. «Новогодняя шестерка» входит в десятку старейших игр, проводящихся NCAA на высшем уровне. Две из этих игр являются полуфиналами College Football Playoff. Право принять полуфинальные игры передается по кругу каждый год и повторяется через три года в последовательности: «Роуз боул» и «Шугар боул», «Орандж боул» и «Коттон боул», «Пич боул» и «Фиеста боул». 
Помимо двух полуфиналистов, отборочный комитет проводит жеребьёвку ещё восьми лучших команд для организации оставшихся четырёх новогодних встреч. Как правило, во всех шести играх участвуют 12 лучших по рейтингу команд. За пять лет проведения College Football Playoff (сезоны 2014—2018 годов) из 60 команд, участвовавших в новогодних играх, только шесть имели на тот момент место в рейтинге ниже двенадцатого.
В 12 лучших команд входят чемпионы конференций Power Five (ACC, Big Ten, Big 12, Pac-12 и SEC), гарантированное место получает наиболее рейтинговый чемпион «Группы пяти» (The American, Conference USA, MAC, Mountain West и Sun Belt), если не попал напрямую в плей-офф.

## История
«Новогодней шестёрке» предшествовали игры Bowl Championship Series (BCS), в которой участвовали десять лучших команд NCAA, а две лучшие среди них далее разыгрывали чемпионский титул. Эта система действовала в течение сезонов 1998 — 2013 годов, а в 2014 году была заменена College Football Playoff. В плей-офф четыре команды играли две полуфинальные, а их победители — финальную игру. Если Новый год выпадал на воскресенье, эти игры, традиционно проводимые 1 января, игрались следующий день, 2 января, в рамках 17-й недели Национальной футбольной лиги (НФЛ), которая знаменует собой завершение регулярного сезона НФЛ.   